# Srednji Vrh (Kranjska Gora, Slovenija)
Srednji vrh je naselje u slovenskoj Općini Kranjskoj Gori. Srednji vrh se nalazi u pokrajini Gorenjskoj i statističkoj regiji Gorenjskoj. 

## Stanovništvo
Prema popisu stanovništva iz 2002. godine naselje je imalo 38 stanovnika.